# Тамбовский волк тебе товарищ
Тамбо́вский волк тебе́ това́рищ — устойчивое выражение (фразеологизм), применяемое, когда говоривший даёт понять, что не считает собеседника товарищем.
Есть несколько версий возникновения фразеологизма про Тамбовского волка.
- В эпоху основания города-крепости Тамбов одним из основных контингентов первопоселенцев становились ссыльные преступники. Так как в старину на Руси преступников было принято называть волками, за местными жителями могло закрепиться название «Тамбовский волк»[1].
- До христианизации Тамбовского края местные языческие финно-угорские племена поклонялись идолу божества в виде волка. По одной из версий, этот языческий бог мог стать прототипом известного персонажа местного фольклора — Тамбовского волка[2].
- Согласно гипотезе, выдвинутой тамбовским краеведом Иваном Овсянниковым, фразеологизм появился в XIX веке. Тамбовская губерния была преимущественно сельскохозяйственным краем, после завершения сезонных работ тысячи мужиков уезжали в соседние города за заработком, берясь за любую низкооплачиваемую работу и перебивая её у местных жителей, которые недовольно ворчали: «Опять тамбовские волки по дворам рыщут, цену сбивают»[3][4][5].

Более позднее упоминание связано с Тамбовским восстанием 1920—1921 годов. Противоборствующие силы — зелёные повстанцы и красноармейцы — имели много общего в организации и идеологии, вплоть до обращения «товарищ». Допрашиваемые антоновцы при обращении к сотрудникам правоохранительных органов получали отпор «Тамбовский волк тебе товарищ», ставший крылатым выражением.

Памятник на трассе Р-22

В фильме «Дело Румянцева» фраза произносится следователем в адрес героя Алексея Баталова, после того, как последний обратился к нему «товарищ», не зная, что в уголовно-правовой среде принято обращение «гражданин».
Фразеологизм комически обыгран в кинокомедии «Иван Васильевич меняет профессию» 1973 года. Очутившись в XX веке, Иван Грозный спрашивает у офицера милиции — «Да какая вина на мне, боярин?», и немедленно получает строгий ответ: «Тамбовский волк тебе боярин!».

## Брянский волк

Деревянная скульптура «Брянский Волк» в парке-музее в Брянске

Идиома «бря́нский волк» сходна по конструкции и значению с «тамбовским волком», но, в отличие от него, имеет принципиально другую историю в русском языке второй половины XX — начала XXI века.
Как одно из самых первых употреблений идиомы можно привести «Да что ты брянским волком? Узнаешь! Я — такой!» в пьесе «Пир победителей» Александра Солженицына.
Наиболее известный текст, содержащий идиому — «Песня о Сталине» Юза Алешковского (1959):
Товарищ Сталин, вы большой учёный —
В языкознаньи знаете вы толк;
А я простой советский заключённый,

И мне товарищ — серый брянский волк.
Брянский волк упоминался в стихах Михаила Танича, в поэме «Про Федота-стрельца» Леонида Филатова.
Бывший заключённый ГУЛАГа Жак Росси в своём «Справочнике по ГУЛАГу» (1987) пишет: «Вольнонаёмный, которого зэк осмелился бы называть товарищем, обычно отвечает: „Волк в брянском лесу тебе товарищ, а не я!“».